# Jean-Louis Lacuria
Jean-Louis Lacuria, né à Lyon le 28 juin 1808 et est mort à Oullins le 4 novembre 1868, est un artiste-peintre français.
Élève et grand admirateur d'Ingres, il exerça jusqu'à sa mort le métier de professeur d'art à Oullins (Rhône-Alpes).

## Biographie

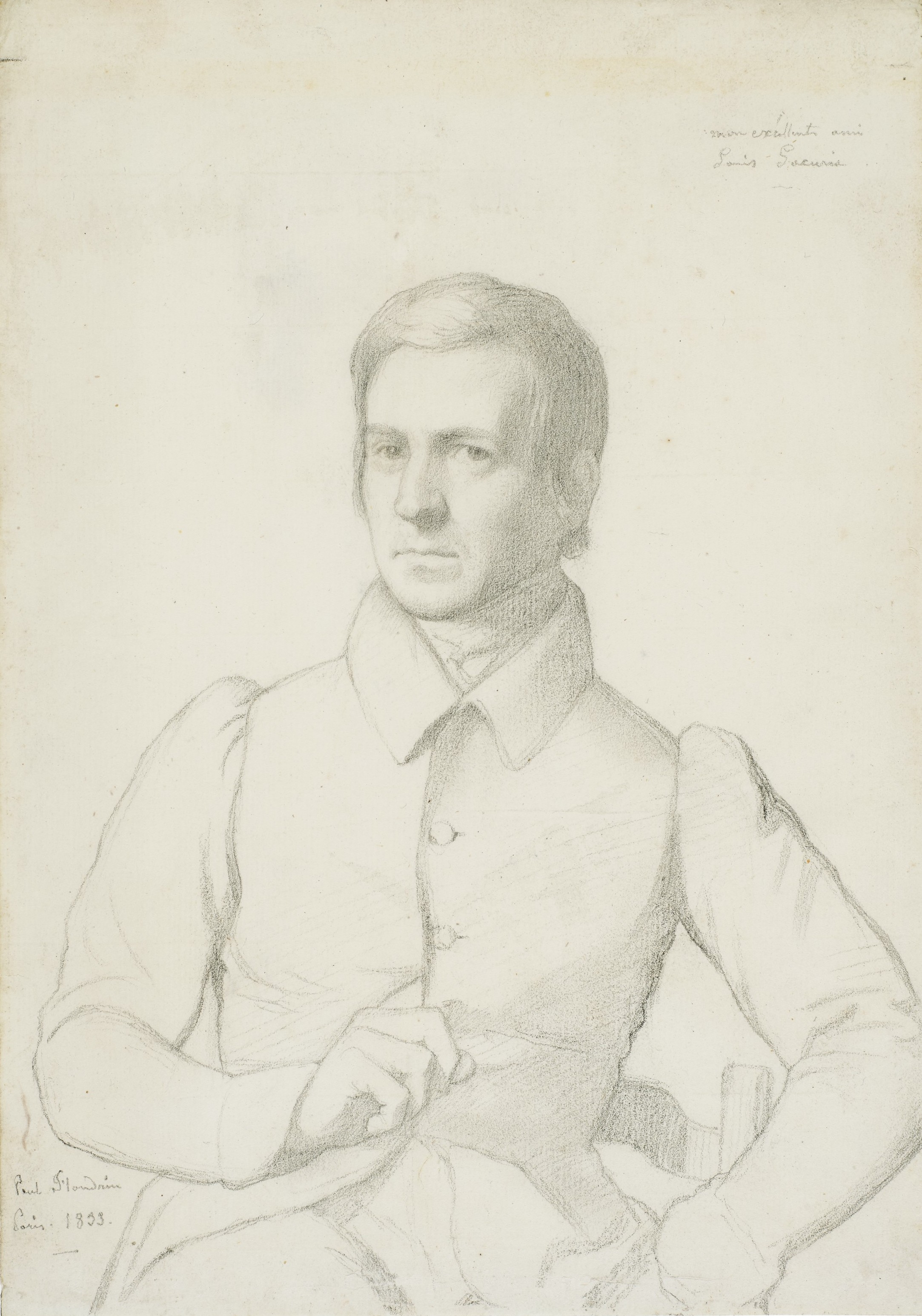
Portrait de Jean-Louis Lacuria, 1833, dessiné par Paul Flandrin.

### Enfance et premières formations
Jean-Louis Lacuria naît à Lyon (Rhônes-Alpes) en 1808. Sa famille, très pieuse et d’un milieu modeste, vit grâce aux revenus du père, qui est bijoutier. Son frère Paul François Gaspard Lacuria est prêtre et écrivain mystique.
Il suit  des études classiques à la manécanterie de Saint-Jean, dans sa ville natale. Il entre ensuite en 1823 à l'École nationale supérieure des beaux-arts de Lyon où il est notamment l'élève du peintre Pierre Révoil. Durant sa formation, il fait la connaissance de Paul et Hippolyte Flandrin, avec qui il partage son goût pour la musique sacrée, la religion, et l’admiration vouée au peintre maître Ingres. Ils sont aussi tous trois influencés par les doctrines esthétiques de Lamennais, un ami du frère de Jean-Louis. Chez Lamennais, ils retrouvent des éléments de la doctrine ingresque. Lacuria voue une admiration qu'il qualifie lui-même de « presque religieuse » au peintre français néo-classique Ingres. Il justifie cette admiration en disant que se dégageait de lui un extraordinaire rayonnement, appelant la comparaison religieuse. C’est pourquoi à la fin de sa formation aux Beaux-Arts de Lyon, Jean-Louis Lacuria rejoint en 1830 Paul et Hippolyte Flandrin dans l'atelier dirigé par Ingres à Paris. Leur admiration vouée au maître peintre est grandissante. Cependant, Lacuria, très déçu du tableau d’Ingres, Le Martyre de saint Symphorien, n’hésite pas à le critiquer et à émettre des doutes sur son enseignement. Dans la correspondance qu’il entretient avec Hippolyte Flandrin, parti à Rome, il écrit « Les principes qu'il nous enseigne, il ne s'en sert pas lui-même ». Plus généralement, il écrit aussi : « L'enseignement de M. Ingres, tout sublime qu'il est, n'est pas complet, et le côté qu'il manque détruit l'équilibre pour la plupart des élèves. ».

### Son style
Jean-Louis Lacuria est un homme pieux qui vénère son maître Ingres. En effet, il le compare à « Moïse, dont la foi puissante et la parole inspirée nous a arrachés à la tyrannie des mauvaises écumes ». Ces deux dimensions sont essentielles pour comprendre son style. Ses œuvres sont au premier abord d’une austérité froide, sans fioritures. Ses portraits, c’est-à-dire la majeure partie de son œuvre, sont découpés sur un fond uni et sombre afin de mettre en valeur le visage et son expression. Andrée Cormier disait « malgré leur apparente austérité, en surmontant cette première impression on trouve de précieuses et solides qualités : un dessin sévère, une grande finesse de touche ainsi qu’une étude très consciencieuse de la nature ».
Il essaie d’instiller dans ses œuvres des pensées esthétiques mais également religieuses. La notion de vérité dans l'art est pour lui primordiale ; il s'inspire des théories platoniciennes et notamment de la citation suivante : « Le Beau n'est beau que parce qu'il est vrai. ». C'est également un peintre très spiritualiste presque mystique par son éducation et sa croyance religieuse. Pour lui « le beau esthétique est inséparable du beau moral, et même son équivalent visible, voire même [sic] ma présence de Dieu sur la terre ».
De l’œuvre plastique de Lacuria subsiste peu de choses. Ses œuvres sont rarement signées et lorsqu’elles le sont, il y a une absence d'initiales. De ce fait, on ignore parfois s'il faut attribuer les peintures à Jean-Louis ou à son frère Louis-Clément, qui aurait aussi été élève auprès d'Ingres mais qui fut également peintre et professeur au collège de Feyzin (Rhône-Alpes).

### Sa vie en tant que peintre

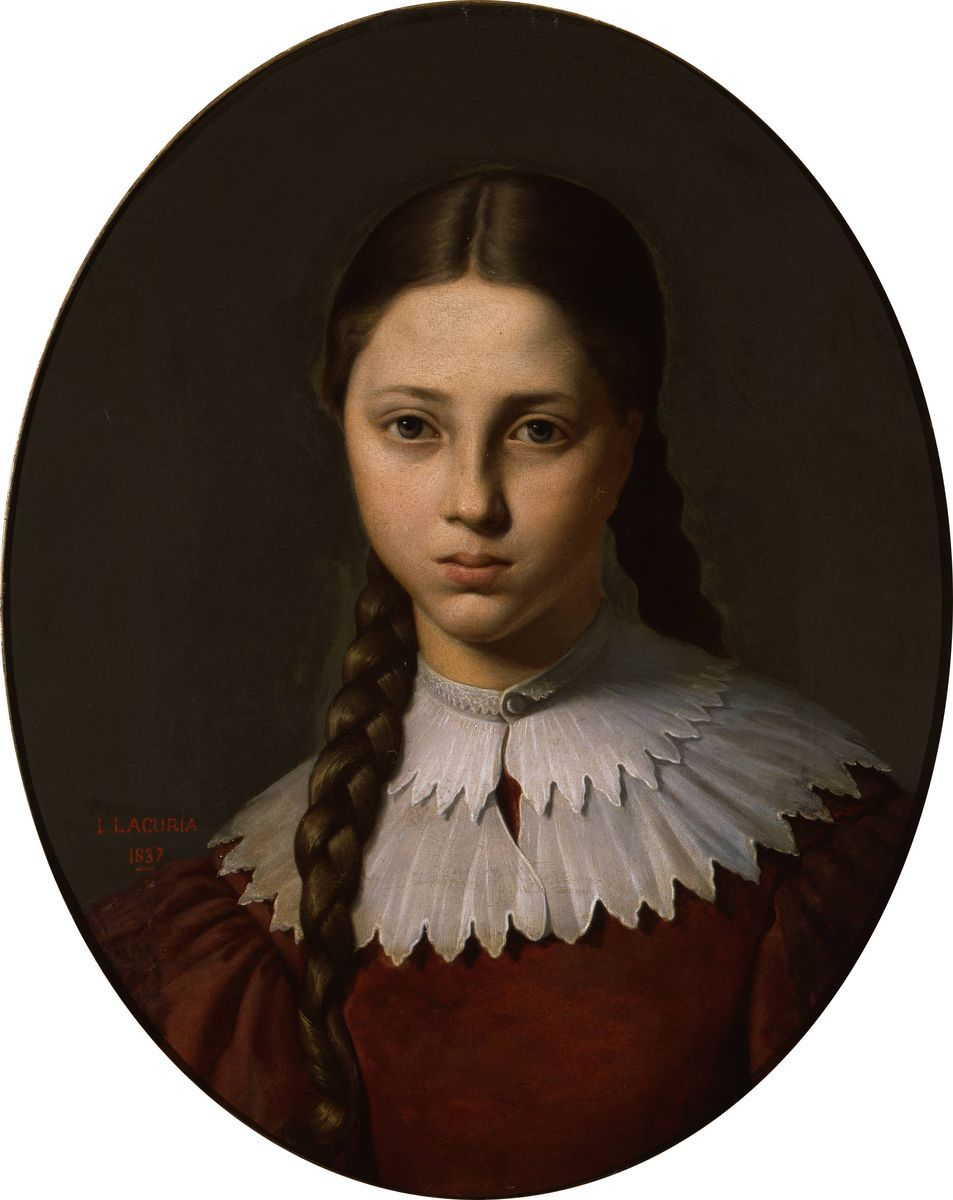
Jeune fille. Etude de tête (1837) par Lacuria, huile sur papier marouflé sur toile, 55 x 48 cm, musée des beaux-arts de Lyon

Il restera quatre ans dans l’atelier d’Ingres à Paris avant de rejoindre, en 1843, le peintre Victor Orsel qui l'engage comme praticien dans ses travaux de décoration de l'église de Notre-Dame-de-Lorette à Paris. Il travaille à ce projet avec les peintres Victor Orsel et Vincent Périn, avant qu'il ne quitte Paris, en 1837. En partant, il dit d'Orsel et de Périn : « Ils ne m'inspirent aucune sympathie… nous sommes aux antipodes. », même s’il reconnaîtra plus tard les progrès qu'il fit au contact d'eux. Dans une lettre à Hippolyte Flandrin il dit : « Tout en le [M. Périn] quittant avec plaisir, je lui conserverai toute ma vie une grande reconnaissance, car jamais M. Ingres ne m’aurait suffit, à moi butor qui ne comprend rien ». De plus, les deux artistes peintres ont pu l'initier à leur nouveau procédé de peinture à la cire, dans lequel Lacuria constate que malgré les débuts d'ouvrages difficiles, les finitions sont plus faciles qu'en travaillant avec de l'huile.
Il retourne alors à Lyon, en 1837, où il possède un atelier dans le quartier de Saint-Jean. Il travaille sur quelques rares commandes constituées de cartons de vitraux et de portraits.
En effet, malgré son attirance première pour la peinture et le décor religieux, sa production tend à s'orienter vers le portrait et l'étude du visage, car il dispose d'une clientèle au sein de la bourgeoisie catholique de Lyon grâce à son frère, l'abbé Lacuria. La réalisation de portraits reste tout de même une satisfaction pour lui, car il y trouve un accomplissement de sa recherche de la perfection formelle, et de la fidélité au réel et à la nature, comme son maitre Ingres. Les traits essentiels de sa peinture sont son goût pour le détail et le dessin abouti. Surtout dans les portraits, tout est représenté avec une extrême finesse et avec beaucoup de précision. Il met également en valeur les techniques de clair-obscur et de volume qu’il a acquises lors de son séjour à Paris.

### Le professeur
La vie de la famille Lacuria est profondément marquée lorsque sont dévoilées en 1836 les dettes importantes du père. Pour rembourser les créanciers, les enfants Lacuria doivent tous trouver un métier. L'abbé Lacuria enseigne, Louis-Clément trouve une place de précepteur au collège de Feyzin et Jean-Louis quitte Paris en 1837 pour devenir enseignant à l'école de dessin d'Oullins. Il y sera professeur jusqu'à sa mort, soit pendant 32 ans.
Jean-Louis, au début, n'appréciait pas le métier de professeur. Il considérait que cela consistait à donner « un peu de paroles à des bourgeois qui n'y connaissent rien ». Pourtant, il y rencontrera un succès pédagogique. Il est décrit comme un professeur altruiste, délicat et franc, qui s'investit auprès de ses élèves.

### Vie et mort
Il se marie le 9 mai 1848 à Thérèse Chatt, peintre et professeur de peinture. Elle est également membre du parti du Tiers-Ordre Dominicain sous le nom de Catherine de Saint-Esprit. Ils se rencontrent quelques années auparavant, lorsque Lacuria recueille les élèves d'Auguste Flandrin, chez qui sa femme a étudié. Le couple ne parvient jamais avoir d'enfant : ils ont à plusieurs reprises des enfants morts en couche. Le rôle de Thérèse Chatt dans la peinture de Lacuria est très important puisqu’elle le pousse toujours à persévérer, à continuer de peindre.
Jean-Louis Lacuria meurt en 1868, dans la ville d'Oullins.
Il reste un peintre peu connu et reconnu, parfois critiqué pour l'austérité et la sécheresse de ses tableaux, malgré un certain talent reconnu par ses confrères. La société des amis du musée d'Ingres le décrit comme une « attachante personnalité, ce philosophe avec l'âme d'un saint qui traversa sans bruit l'existence ou elle a laissé peu de trace ».
À sa mort, le peintre Louis Janmot lui rend honneur en écrivant à Brac de la Perrière : « J'ai été excessivement peiné de la perte de l'excellent Lacuria. […] Le pauvre Lacuria, si curieux des choses d’en haut, si peu intelligent de celles d’ici bas, est content à présent, car c’était bien un vrai saint, et l’originalité qui ne fait jamais défaut à cette rare spécialité ne lui a pas manqué non plus, ni l’audace des hypothèses, ni la simplification sommaire de ce qui lui semblait trop compliqué, ni l’intelligence libre des choses élevées, ni surtout une excessive modestie et un sacrifice de soi-même. ».

## Œuvres

### Publications écrites
Lacuria a publié une série d'articles dans la revue L'Institut Catholique qu'il intitule « De l'Art ». Dans ces articles, il réaffirme sa fidélité à Ingres en le comparant à « Moïse, dont la foi puissante et la parole inspirée nous a arraché à la tyrannie des mauvaises écoles » (2e article, page 59). Il y donne également sa définition de l'art qu'il perçoit comme « L'expression du Beau par la forme. »
En 1844, il publie un livre intitulé Harmonie de l'être. Dans celui-ci, il explique que « Le Beau Esthétique est inséparable du Beau Moral et est même son équivalent visible, voire la présence de Dieu sur terre », montrant ainsi le rapport important pour lui entre l'art et la spiritualité.
Il publie en 1857 un opuscule intitulé Les Trois âges dans lequel il décrit la croissance des enfants. Au milieu de banalités, on y découvre une conception profonde de la sainteté.

### Liste de ses œuvres
- Jeune fille. Étude de tête (1837), huile sur papier marouflé sur toile, 55x48, musée des beaux-arts de Lyon
- Portrait de Mme *** (exposé à Lyon de 1846 à 1847)
- Le Bon Samaritain (exposé à Lyon en 1850)
- La Liberté (exposé à Lyon en 1851)
- Autoportrait (1852), huile sur papier collé sur toile, 30x22, musée Gadagne, Lyon
- Christ en Croix (1852)
- Ste Famille (exposé à Lyon de 1853 à 1854)
- Visite de Saint-Jean à l'Enfant Jésus (exposé à Lyon de 1854 à 1855)
- Vue du Mont d'Or, soleil couché (exposé à Lyon de 1854 à 1855)
- Portrait de M. D*** (exposé à Lyon de 1853 à 1854)
- Portrait de Louis Fontbonne (1859), collection privée
- Josesph dans les prisons de l'Egypte, explique les songes de l'échanson et du panetier
- Portrait de M.A
- Saint-Just se dépouillant des insignes de l'épiscopat, huile sur toile, décoration pour l'église Saint-Just de Lyon
- Portée d'homme, date inconnue, huile sur toile collée sur carton, 27x33